# L'immorale
L'immorale o Moltes cordes per a un violí (títol original italià: L'immorale) és una pel·lícula franco- italiana dirigida per Pietro Germi i estrenada al festival de Cannes el 1967.

## Sinopsi
Sergio té una vida complicada, amb una dona legítima i dos amants, a la Itàlia dels anys 60. Professor de violí, divideix la seva vida entre dues famílies paral·leles, la de la seva dona Giulia i la d'Adele, que l'absorbeixen completament, tant pel doble compromís de pare i marit, com per l'amor que l'uneix a tots dos. Per complicar encara més la història, hi entra un nou amor, Marisa, una noia que va conèixer durant un viatge. Incapaç de trencar els vincles anteriors, alterna entre les tres dones, multiplicant les mentides, els esmorzars, els regals per a diverses ocasions tant per als seus amants com per als seus fills. Sergio somia poder reunir tothom en una gran família i preocupat, confia en un sacerdot.

## Fitxa tècnica
- Títol original italià : L'immorale
- Realització : Pietro Germi
- Guió : Carlo Bernari, Pietro Germi, Alfredo Giannetti, Tullio Pinelli
- Producció : Compagnia Cinematografica Montoro, Dear Film Produzione, Les Productions Artistes Associés
- Música : Carlo Rustichelli
- Ubicació : Roma, Itàlia
- Format : Blanc i negre — 35 mm — So : Mono
- Gènere : Comèdia
- Durada : 100 minutes
- Dates de llançament
  - Itàlia: 17 de març de 1967
  - França: maig de 1967 (Festival de Cannes)
  - França: 10 d'abril de 1968 (llançament nacional)

## Repartiment[2]
- Ugo Tognazzi : William Sabatier:[3] Sergio Masini
- Stefania Sandrelli : Marisa Malagugini
- René Longarini : Giulia Masini
- Maria Grazia Carmassi : Adèle Baistrocchi
- Gigi Ballista : Don Miguel
- Sergio Fincato : Calasanti
- Marc Della Giovanna : Ricardo Masini
- Ildebrant Santafé : Caput
- Ricardo Billi : Filibert Malagugini
- carlo bagne : Sr. Malagugini
- Lina Lagalla : Senyora. Malagugini
- Stefano Chierchiè :bruno
- Costantino Bramini : Nini
- Cinzia Sperapani : Luisa
- Mimosa Gregoretti :Mita
- Giovanna Lenzi :

## Premis i distincions
- 1967 : Nominat al Festival de Cinema de Cannes a la Palma d'Or[1]
- 1968 : Nominat dues vegades als Globus d'Or